# Juskova Voľa
Juskova Voľa (in ungherese Józsefvölgy) è un comune della Slovacchia facente parte del distretto di Vranov nad Topľou, nella regione di Prešov.